# Загумный, Павел
Павел Лех Загумный (пол. Paweł Lech Zagumny; 18 октября 1977, Ясло) — польский волейболист, связующий, чемпион мира (2014), чемпион Европы (2009), участник четырёх Олимпийских игр.

## Биография

### Юность
Павел Загумный родился 18 октября 1977 года в Ясло. В детские годы его главным увлечением были спортивные игры и в первую очередь — волейбол, поскольку его родители являлись тренерами по этому виду спорта. В волейболе Павел выбрал амплуа своего отца Леха, в прошлом связующего варшавской «Легии», а кумиром для молодого спортсмена являлся связующий голландской сборной Петер Бланже.
В возрасте 13 лет Павел начал тренироваться в Молодёжном доме культуры (MDK) Варшавы под руководством Кшиштофа Зимницкого. В 1995 году стал чемпионом страны среди юношей и лучшим связующим юниорского первенства.

### Клубная карьера
Осенью 1995 года Павел Загумный вместе с родителями переехал из Варшавы в Радом, первым профессиональным клубом в его карьере стали местные «Чарни», где, несмотря на амплуа связующего, он являлся самым высоким игроком в команде. В 1997 году перешёл в щецинское «Може» Хуберта Вагнера и по итогам первого сезона в новом коллективе впервые в карьере стал призёром чемпионата польской лиги.
Дальнейшему росту мастерства волейболиста способствовала игра в итальянской Серии A1 за «Падову». В 2001 и 2002 годах Загумный участвовал в Матчах звёзд итальянского чемпионата и в обеих играх в составе команды легионеров побеждал сборную Италии. В 2003 году вернулся в Польшу и на протяжении шести сезонов играл в команде Студенческого спортивного союза из Ольштына, неоднократно выигрывал медали национального чемпионата.
Сезон 2009/10 годов провёл в афинском «Панатинаикосе», по его окончании снова стал играть в польской лиге в клубе ЗАКСА из Кендзежина-Козле. С 2015 года выступал за варшавскую «Политехнику». Весной 2017 года завершил игровую карьеру и перешёл на работу в должности спортивного директора «Политехники».

### В сборных Польши
Дебют Павла Загумного в международных соревнованиях состоялся в 1996 году: в Нетании в составе молодёжной сборной он стал победителем чемпионата Европы для игроков не старше 19 лет, а на международном турнире в Патрах провёл первый матч за национальную сборную и вошёл в заявку «бело-красных» на Олимпийские игры в Атланте. Под руководством Виктора Кребока польские волейболисты выступили неудачно, проиграв во всех матчах группового этапа, а сам Павел появлялся на площадке эпизодически.
В 1997 году был достигнут второй успех в молодёжной команде: на чемпионате мира в Манаме Загумный завоевал золотую медаль и был отмечен как лучший связующий турнира.
С 1998 года регулярно играл за сборную Польши, в частности в том сезоне был участником дебютного для польской команды турнира Мировой лиги и чемпионата мира в Японии. На турнире Мировой лиги 2002 года впервые в карьере выполнял функции капитана сборной.
На второй Олимпиаде в карьере, в Афинах-2004, Павел Загумный из-за травмы играл немного, выходя на замены вместо Анджея Стельмаха. В 2005 году перелом пальцев руки не позволил ему принять участие в чемпионате Европы, но в следующем сезоне, вернув своё место в основном составе сборной, Загумный стал серебряным призёром чемпионата мира в Японии и обладателем приза лучшему связующему этого турнира. В 2007 году его признали лучшим пасующим на финальном турнире Мировой лиги в Катовицах, где польская команда заняла 4-е место.
На Олимпийских играх 2008 года в Пекине Загумный сыграл во всех шести матчах сборной Польши, которая, как и четырьмя годами ранее, не сумела преодолеть четвертьфинальный барьер: взяв у итальянцев два стартовых сета, поляки довели дело до пятой партии, в которой отыграли у соперника 5 матчболов, но в итоге уступили. Павел Загумный получил награду лучшему связующему олимпийского турнира (показатель его игры составил 9,87 идеальной передачи в среднем за сет, в то время как у занявшего в этом рейтинге второе место бразильца Марселиньо — 8,79, а у чемпиона Пекина-2008 Ллоя Болла из сборной США — 6,30).
Очередной индивидуальный титул Павел Загумный получил на чемпионате Европы 2009 года. 13 сентября в Измире сборная Польши, обыграв в финале волейболистов Франции, впервые в истории стала обладателем золота континентального форума. На церемонию награждения Павел вышел в майке с номером 13, принадлежащей его партнёру по команде доигровщику Себастьяну Свидерскому, не принимавшему участия на этом турнире из-за травмы.
На протяжении большей части сезона 2011 года Павел Загумный в сборной не выступал, однако перед стартом Кубка мира-2011 вернулся в её состав и выиграл серебряную медаль Кубка. В 2012 году в тринадцатый раз за карьеру был участником турнира Мировой лиги и впервые завоевал золотую медаль на этом соревновании. На Олимпийских играх в Лондоне провёл три матча за сборную, которая снова выбыла из турнира после четвертьфинала, проиграв в нём команде России.
В 2014 году 36-летний Павел Загумный вошёл в состав сборной для участия на домашнем чемпионате мира, заявив, что этот турнир станет для него последним в качестве игрока национальной сборной, и поставил золотую точку в карьере — сборная Польши завоевала чемпионский титул. В финале против триумфаторов трёх предыдущих мировых первенств бразильцев Павел эффективно заменил своего молодого коллегу Фабьяна Джизгу.
Всего за 18 сезонов Загумный провёл в составе сборной Польши 427 матчей, что является вторым показателем в её истории.

### Семья
Отец Павла Загумного Лех (род. в 1947) в 1960—1970-е годы выступал за варшавскую «Легию», в с которой выиграл 3 чемпионата Польши (1967, 1969, 1970), и «Варшавянку», а после завершения игровой карьеры работал тренером женских и мужских клубов польской лиги. Мать спортсмена Ханна в прошлом также защищала цвета «Легии».
В 2003 году Павел Загумный женился на Оливии Брохоцкой, у них двое детей — Виктория и Миколай.

## Спортивные достижения

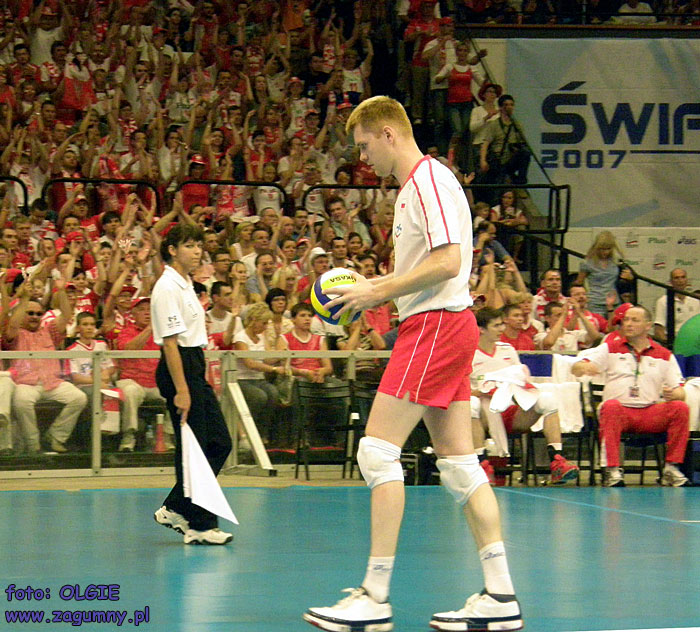
30 июня 2007 года. Павел Загумный в матче Мировой лиги — в Катовицах

### Со сборными
- Чемпион Европы среди молодёжных команд (1996).
- Чемпион мира среди молодёжных команд (1997).
- Чемпион мира (2014).
- Серебряный призёр чемпионата мира (2006).
- Чемпион Европы (2009).
- Серебряный призёр Кубка мира (2011).
- Победитель Мировой лиги (2012).

### С клубами
- Победитель (1994/95) и серебряный призёр (1995/96) чемпионата Польши среди юниоров.
- Серебряный (1997/98, 2003/04, 2004/05, 2010/11, 2012/13) и бронзовый (2005/06, 2006/07, 2007/08, 2011/12) призёр чемпионатов Польши.
- Обладатель Кубка Польши (2012/13, 2013/14), финалист Кубка Польши (2008/09, 2010/11).
- Серебряный призёр чемпионата Греции (2009/10).
- Обладатель Кубка Греции (2009/10).
- Финалист Кубка Европейской конфедерации волейбола (2010/11).

### Личные
- Лучший связующий чемпионата мира среди молодёжных команд (1997).
- Лучший связующий чемпионата мира (2006).
- Лучший связующий «Финала шести» Мировой лиги (2007).
- Лучший связующий Олимпийских игр (2008).
- Лучший связующий чемпионата Европы (2009).
- Лучший связующий Кубка Польши (2009, 2011).
- Участник Матчей звёзд чемпионата Италии (2001, 2002).

## Государственные награды
- Золотой Крест Заслуги (5 декабря 2006) — за выдающиеся спортивные достижения[12].
- Кавалерский Крест ордена Возрождения Польши (14 сентября 2009) — за выдающиеся спортивные достижения[13].
- Офицерский Крест ордена Возрождения Польши (23 октября 2014) — за выдающиеся достижения в спорте и продвижение Польши в мире[14].